# Чистец
Чисте́ц, также Ста́хис (лат. Stachys) или живу́чка — род многолетних, реже однолетних травянистых растений или полукустарников семейства Яснотковые (Lamiaceae).

## Название
Латинское название Stachys в древнейшие времена использовалось для различных видов губоцветных и означает «колос», по внешнему виду соцветий. Латинскому имени растения соответствует одно из русских народных названий — колосница.
Кроме того, известны такие обиходные названия чистеца как живучка и колю́тик.

## Ботаническое описание
Часто густо опушённые растения до 100 см высотой.
Листья расположены супротивно, цельные или зубчатые.
Цветы розовые, сиреневые, пурпуровые, белые или жёлтые, собраны в ложные мутовки, образующие колосовидные соцветия. Чашечка трубчато-колокольчатая или колокольчатая, пятизубчатая, с острыми зубцами; верхняя губа венчика обыкновенно вогнутая или шлемовидная, нижняя трёхлопастная с более крупной средней лопастью; тычинки 4, после отцветания обыкновенно отогнутые в сторону; пыльники двугнёздные; столбик двулопастной.
Плод — трёхгранный, яйцевидный или продолговатый орешек.

## Распространение и экология
К этому роду относится свыше 380 видов растений, распространённых по всему земному шару, за исключением Австралии и Новой Зеландии. В бывшем СССР представлен более 50 видами, на территории европейской части России 9 видами, в Западной Сибири произрастает 7 видов, а на Алтае ― 5.
В южной и средней России распространены жёлтоцветные чистец однолетний (Stachys annua) и чистец прямой (Stachys recta), почти во всей России встречаются чистец лесной (Stachys sylvatica) и чистец болотный (Stachys palustris), оба с пурпуровыми цветами, первая с сердцевидными, обладающими весьма неприятным запахом листьями, вторая с ланцетными листьями.

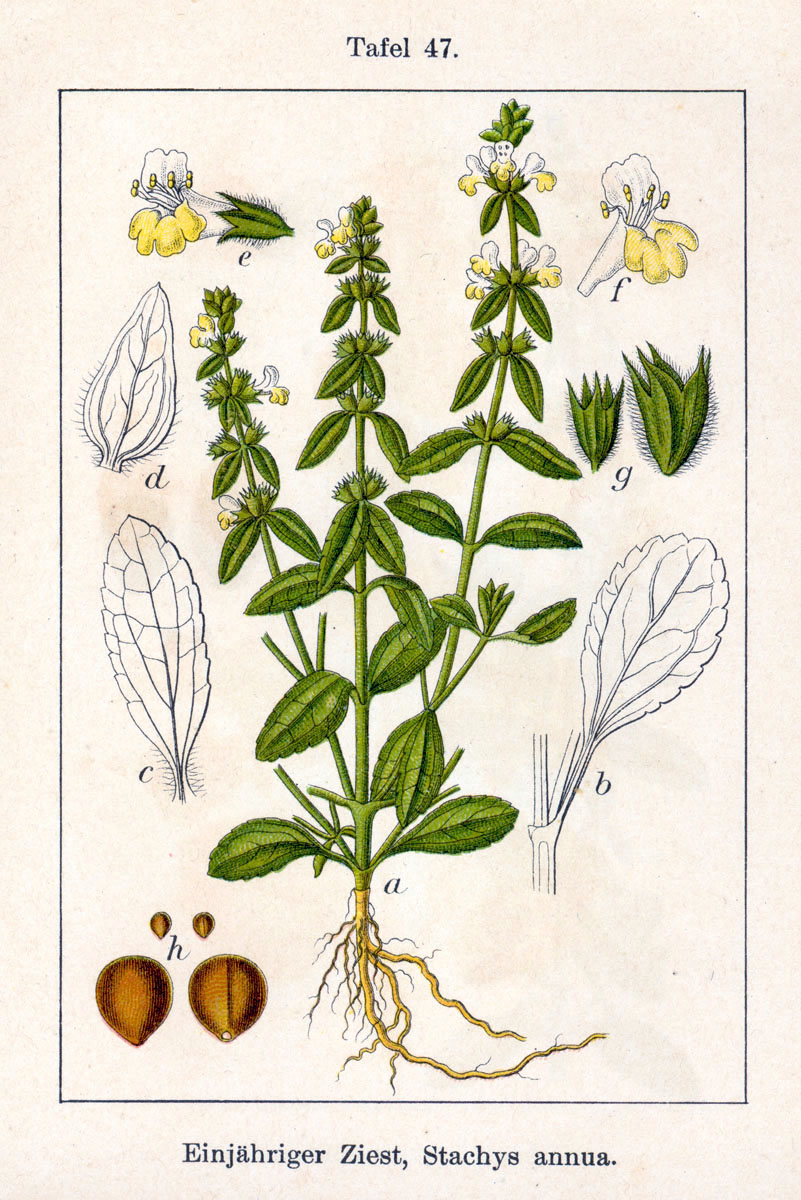
Чистец однолетний.

## Практическое использование
В Европе, особенно в Англии, Франции и Швейцарии введён в культуру китайский артишок (Stachys affinis), утолщённые клубни которого съедобны.
Препараты чистеца лесного рекомендованы официальной медициной для применения в акушерско-гинекологической практике в послеродовом периоде. Фармакологическими исследованиями спиртовой настойки этого растения установлено выраженное седативное и гипотензивное действие. Причём по своему седативному воздействию на центральную нервную систему чистец лесной значительно превосходит такое известное растение, как пустырник. При изучении свойств чистеца болотного (Stachys palustris) выявлен широкий спектр фармакологического действия ― желчегонное, антиэкссудативное, противовоспалительное и диуретическое. Чистец аптечный (Stachys officinalis) показал выраженное желчегонное, а также противовоспалительное и антитоксическое действие.
Как декоративное растение чаще других выращивается Чистец византийский, или шерстистый (Stachys byzantina) из-за эффектных листьев с серебристым оттенком.

## Классификация

### Дифференциация рода
Различия между видами рода Чистец и некоторыми другими родами семейства нечеткие и их интерпретация варьируется от одного автора к другому. В 2002 году молекулярно-филогенетическое исследование показало, что Чистец аптечный не имеет близкого родства с остальными представителями рода, вид был отнесен к роду Буквица (Betonica) под названием Буквица лекарственная. В этом же исследовании было показано, что шесть других родов парафилически включены в род Чистец в том виде, в котором он был описан на момент исследования, и на самом деле являются монофилетическими и самостоятельными - Празиум (Prasium), Phlomidoschema, Железница (Sideritis), Соляноколосник (Halostachys), Phyllostegia и Стеногина (Stenogyne).
Ниже приведены различия родов чистец (Stachys) и буквица (Betonica):
1. Прицветники у Betonica многочисленные, длинные, утолщённые в основании, а у Stachys не утолщённые в основании, многочисленные только у видов секции Eriostomum (Hoffmanns. et Link) Dumort. и у некоторых других групп.
2. Цветки у Betonica сидячие, а у Stachys на цветоножках (или даже имеют цветонос), очень редко полусидячие.
3. У представителей рода Betonica отсутствует кольцо волосков в трубке венчика (только у B. alopecuros L. имеется неполностью выполненное кольцо); практически у всех видов Stachys кольцо б. м. ясно выраженное или есть его рудименты.
4. У Betonica соцветие в большинстве случаев густое, колосовидное; цветоносный побег у большинства видов (кроме B. betoniciflora (Rupr. ex O. Fedtsch. et B. Fedtsch.) Sennikov) слабо облиственный, листья располагаются преимущественно в основании стебля, а также при основании стебля имеется розетка (кроме B. betoniciflora) из длинночерешчатых, удлинённых листьев с городчатым краем; у Stachys стебли, как правило, б. м. густо облиственные, розетка при основании стебля встречается редко.
5. Нити тычинок у Betonica после цветения остаются прямыми, а у Stachys — отгибаются в сторону.
6. У Betonica нижняя губа по длине лишь ненамного превосходит верхнюю губу, а у Stachys (кроме секции Calostachys) она значительно длиннее верхней губы.
7. Гнёзда пыльников у Betonica располагаются параллельно или почти параллельно, а у Stachys они образуют выраженный угол (кроме некоторых видов секции Ambleia Benth.).
8. У Betonica имеются отличия в строении механического слоя перикарпия: клетки мезокарпия у видов Betonica по сравнению с видами Stachys более крупные и б. м. изодиаметрические; склереиды Betonica отличаются от склереид Stachys почти квадратной (а не вытянуто-продолговатой) формой, полостями почти округлыми (а не длинными), сильно (а не слабо) утолщёнными внутренней тангентальной и радиальными клеточными стенками, выраженной концентрической «слоистостью» оболочек (у Stachys «слоистость» отсутствует).
9. У Betonica имеются отличия в морфологии проростков: первые листья у B. officinalis очерёдные, а не супротивные, как у видов рода Stachys. В целом, по сравнению с родом Stachys род Betonica лишён некоторых признаков, которые можно было бы рассматривать как более примитивные. Например, у его представителей нет цветоноса, который имеется у некоторых видов Stachys, а также отсутствуют цветоножки; соответственно, роду Betonica свойственна бо́льшая степень редукции парциальных соцветий. Также для Betonica характерна экологическая приуроченность, связанная в большей 98 степени с мезофильной линией развития, и распространение, в том числе, при помощи корневищ.

### Таксономия
Stachys L., 1753, Sp. Pl. : 580
Род Чистец относится к семейству Яснотковые (Lamiaceae) порядка Ясноткоцветные (Lamiales), который последовательно входит в вышестоящие клады Ламииды → Астериды → Суперастериды → Эвдикоты → Цветковые растения. Таксономическая схема в соответствии с Системой APG IV по состоянию на июнь 2024 года:
|  |                          |  |                                   |                                   |                      |  | ещё 23 семейства |               |               |                                                             |
|  |                          |  |                                   |                                   |                      |  |                  |               |               | 373 подтверждённых вида и 102 вида, ожидающих подтверждения |
|  |                          |  |                                   | порядок Ясноткоцветные            |                      |  |                  |               | род Чистец    |                                                             |
|  |                          |  |                                   | порядок Ясноткоцветные            |                      |  |                  |               | род Чистец    |                                                             |
|  | клада Цветковые растения |  |                                   |                                   | семейство Яснотковые |  |                  |               |               |                                                             |
|  | клада Цветковые растения |  |                                   |                                   |                      |  |                  |               |               |                                                             |
|  |                          |  | ещё 63 порядка цветковых растений | ещё 63 порядка цветковых растений |                      |  |                  | ещё 267 родов | ещё 267 родов |                                                             |
|  |                          |  |                                   | ещё 63 порядка цветковых растений |                      |  |                  |               | ещё 267 родов |                                                             |

### Виды
Некоторые из них:

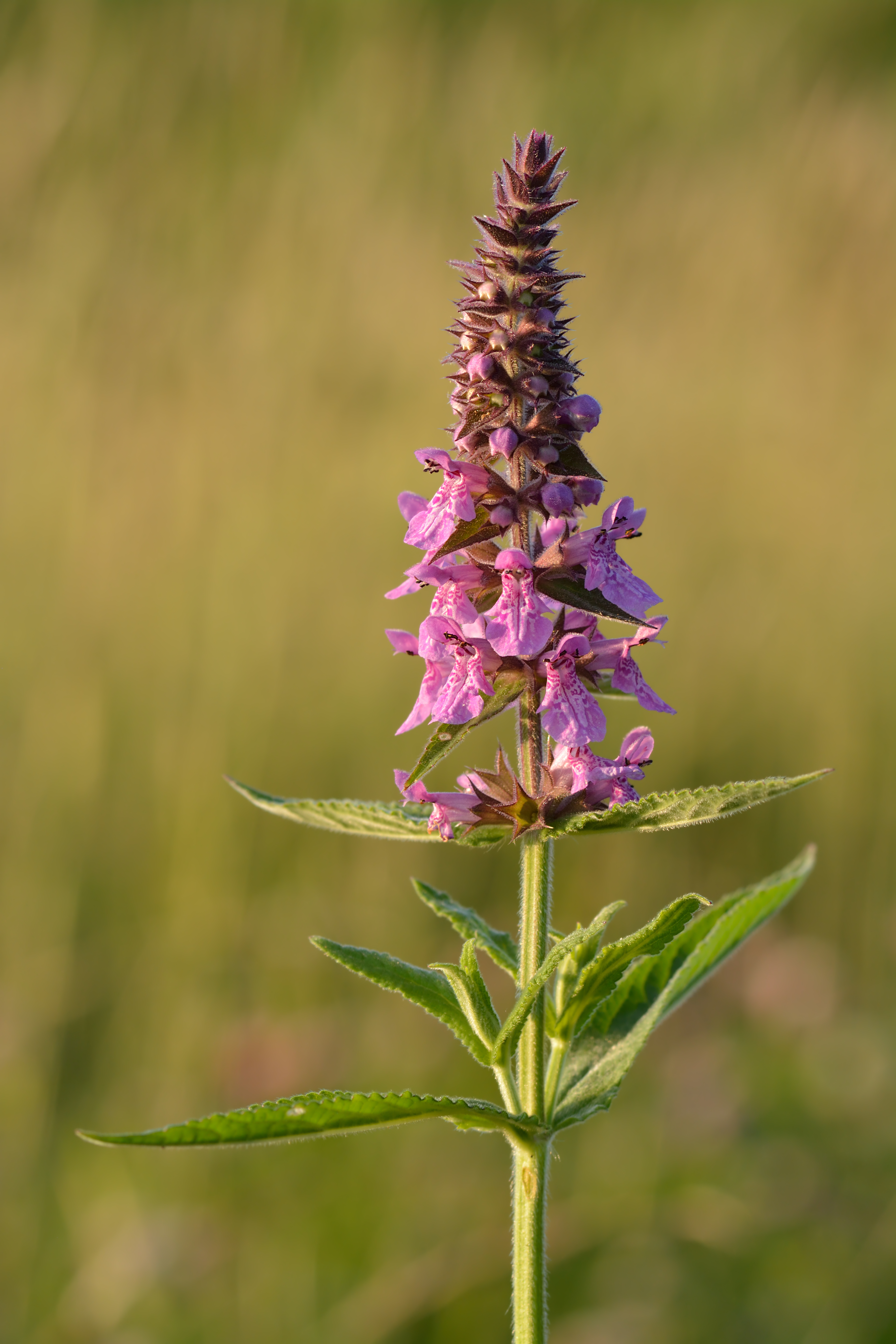
Чистец болотный

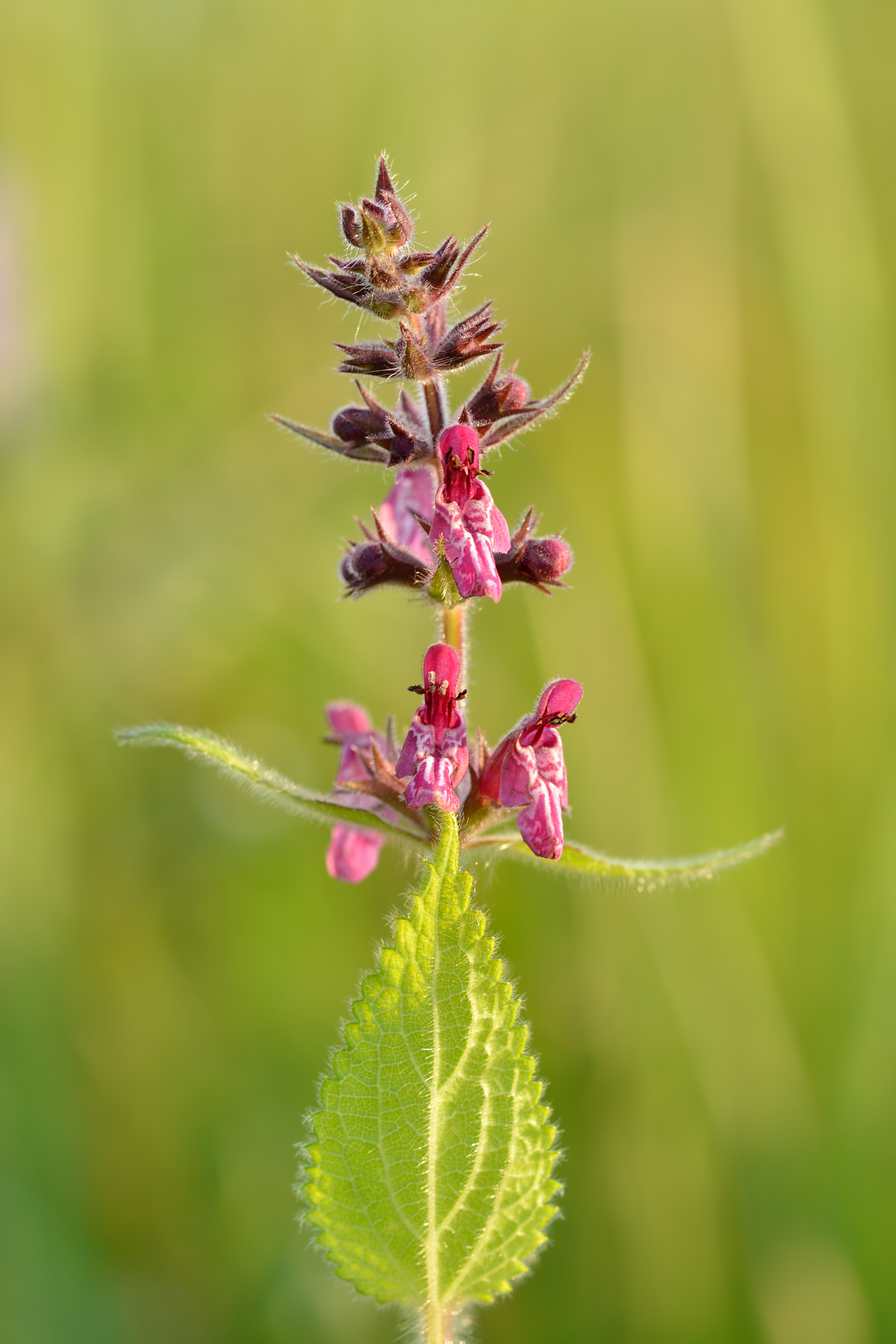
Чистец лесной

- Stachys abchasica (N.P.Popov ex Grossh.) Czerep. — Чистец абхазский
- Stachys affinis Bunge — Чистец родственный, или Китайский артишок
- Stachys albanica Markgr. — Чистец албанский
- Stachys alpina L. — Чистец альпийский
- Stachys angustifolia M.Bieb. — Чистец узколистный
- Stachys annua (L.) L. — Чистец однолетний
- Stachys arabica Hornem. — Чистец арабский
- Stachys araxina Kopell. — Чистец араксинский
- Stachys arvensis (L.) L. — Чистец полевой
- Stachys atherocalyx K.Koch — Чистец остисточашечный
- Stachys balansae Boiss. & Kotschy — Чистец Баланзы
- Stachys biflora Hook. & Arn. — Чистец двуцветный
- Stachys byzantina K.Koch — Чистец византийский
- Stachys chinensis Bunge ex Benth. — Чистец китайский
- Stachys coccinea Ortega — Чистец ярко-красный
- Stachys cordifolia Prain — Чистец сердцелистный
- Stachys corsica Pers. — Чистец корсиканский
- Stachys cretica L. — Чистец критский
- Stachys discolor Benth. — Чистец многоцветный
- Stachys fominii Sosn. ex Grossh. — Чистец Фомина
- Stachys fruticulosa M.Bieb. — Чистец кустарничковый
- Stachys germanica L. — Чистец германский
- Stachys grandidentata Lindl. — Чистец крупнозубчатый
- Stachys heterodonta Zefir. — Чистец разнозубый
- Stachys hissarica Regel — Чистец гиссарский
- Stachys iberica M.Bieb. — Чистец грузинский
- Stachys intermedia Aiton — Чистец промежуточный
- Stachys komarovii Knorring — Чистец Комарова
- Stachys lavandulifolia Vahl — Чистец лавандолистный
- Stachys longiflora Boiss. & Balansa — Чистец длинноцветковый
- Stachys macrantha (K.Koch) Stearn — Чистец крупноцветковый
- Stachys maritima L. — Чистец приморский
- Stachys mexicana Benth. — Чистец мексиканский
- Stachys pacifica B.L.Turner — Чистец тихоокеанский
- Stachys palustris L. — Чистец болотный
- Stachys persica S.G.Gmel. ex C.A.Mey. — Чистец персидский
- Stachys philippiana Vatke — Чистец филиппинский
- Stachys pseudofloccosa Knorring — Чистец ложнохлопьевидный
- Stachys pubescens Ten. — Чистец пушистый
- Stachys pyramidalis J.K.Morton — Чистец пирамидальный
- Stachys recta L. — Чистец прямой
- Stachys rosea (Desf.) Boiss. — Чистец розовый
- Stachys serbica Pancic — Чистец сербский
- Stachys setifera C.A.Mey. — Чистец щетинистый
- Stachys simplex Schltr. — Чистец простой
- Stachys sosnowskyi Kopell. — Чистец Сосновского
- Stachys spectabiliformis Kapeller — Чистец нарядный
- Stachys spectabilis Choisy ex DC. — Чистец замечательный
- Stachys sylvatica L. typus[1] — Чистец лесной
- Stachys talyschensis Kapeller — Чистец талышский
- Stachys terekensis Knorring — Чистец терекский
- Stachys tibetica Vatke — Чистец тибетский
- Stachys trinervis Aitch. & Hemsl. — Чистец трёхжилковый
- Stachys tschatkalensis Knorring — Чистец чаткальский
- Stachys turcomanica Trautv. — Чистец туркменский
- Stachys turkestanica (Regel) Popov — Чистец туркестанский
- Stachys uniflora A.Pool — Чистец одноцветковый

Ранее указывавшийся как типовой вид рода Stachys officinalis (L.) Trevis. — Чистец аптечный, или Чистец лекарственный по современной классификации отнесен к роду Буквица под названием Betonica officinalis — Буквица лекарственная.